# Aeroperú
Empresa de Transporte Aéreo del Perú S.A., або просто Aeroperú — колишня перуанською авіакомпанією, яка виконувала функції флагманського авіаперевізника Перу з 1973 по 1999 роки. Штаб-квартира компанії була в Лімі, а міжнародний аеропорт імені Хорхе Чавеса служив хабом. Окрім розгалуженої мережі внутрішніх маршрутів, Aeroperú запропонував міжнародні рейси до міст Латинської Америки та Сполучених Штатів Америки. У компанії працювало близько 1500 співробітників.